# Hřbitov Ohlsdorf
Hřbitov Ohlsdorf (německy: Ohlsdorfer Friedhof, do roku 1991 Hauptfriedhof Ohlsdorf) je nekropole v německém městě Hamburku ve čtvrti Ohlsdorf o rozloze 389 ha. Je největším parkovým hřbitovem na světě a svou rozlohou se řadí k největším na světě.

## Popis
Hřbitov byl založen v roce 1877 podle návrhu architekta Johanna Wilhelma Cordese ve stylu krajinářského parkového hřbitova. Na hřbitově je pohřbeno na 1,4 milionů zemřelých ve více než 256 tisících hrobových míst (hrobů). Síť ulic, chodníků a stezek dosahuje 17 km. Veřejnou dopravu na hřbitově zajišťují dvě autobusové linky s 22 zastávkami. Na hřbitově se nachází na 800 soch, sousoší a plastik, 12 kaplí, 22 mauzoleí, dvě krematoria. Hřbitov je největší zelenou plochou v Hamburku s 2500 stromy, několika rybníky, asi 2700 růžovými keři, které vytvářejí romantická zákoutí a krásné zahrady. Mezi zajímavé objekty také patří několik jeskyní, vodárenská věž a muzeum.

## Krematorium
V letech 1930–1932 bylo postaveno z režného zdiva (slinutá cihla) nové krematorium podle návrhu architekta Fritze Schumachera (1869–1947). V roce 2011 bylo krematorium reorganizováno a rekonstruováno Dohse Architekten. Ve slavnostní hale byly odstraněny pozdější změny a uvedeny do původního stavu. Byla restaurována barevná okna vytvořená maďarským malířem Ervinem Bossányim, mozaika od Heinricha Jungebloedta, stojan na svíce podle návrhu Fritze Schumachera. Dvě křídla byla přistavěna tsj Architekten za stávající objekt a prodloužena až k ulici Fuhlsbüttler Straße. Fasády byly na několika místech doplněny pohledovým betonem.
Staré krematorium, které se nachází na Alsterdorfer Straße (53°37′6,1″ s. š., 10°1′39,6″ v. d.), bylo postaveno v období 1890–1891 Ernstem Paulem Dornem. Objekt je jedním z nejstarších zachovalých krematorií v Německu. Součástí krematoria bylo kolumbárium a od let 1901 a 1904 jej obklopovaly dva hřbitovy. Původní stavba zahrnovala osmibokou centrální budovu, která byla v roce 1911 rozšířena o dvě přístavby (čekárny pro truchlící) a jednu přístavbu pro duchovního. Stavba s 25 m vysokým polygonálním komínem je kombinací barokních, románských, byzantských a průmyslových prvků. Osmiboká smuteční obřadní síň pojala asi sto lidí. Ve vstupní hale byla galerie a kůr, naproti hlavnímu vchodu byl výklenek pro rakev. Krematorium zahájilo činnost v roce 1882 při výskytu epidemie cholery v Hamburku. Do té doby byla jeho činnost odmítána.

V roce 1997 bylo krematorium rekonstruováno. Od roku 1998 do roku 2003 neslo název Alsterpalais. Od roku 2003 sloužila jako gurmánská restaurace. Od roku 2009 je využívána jako škola.

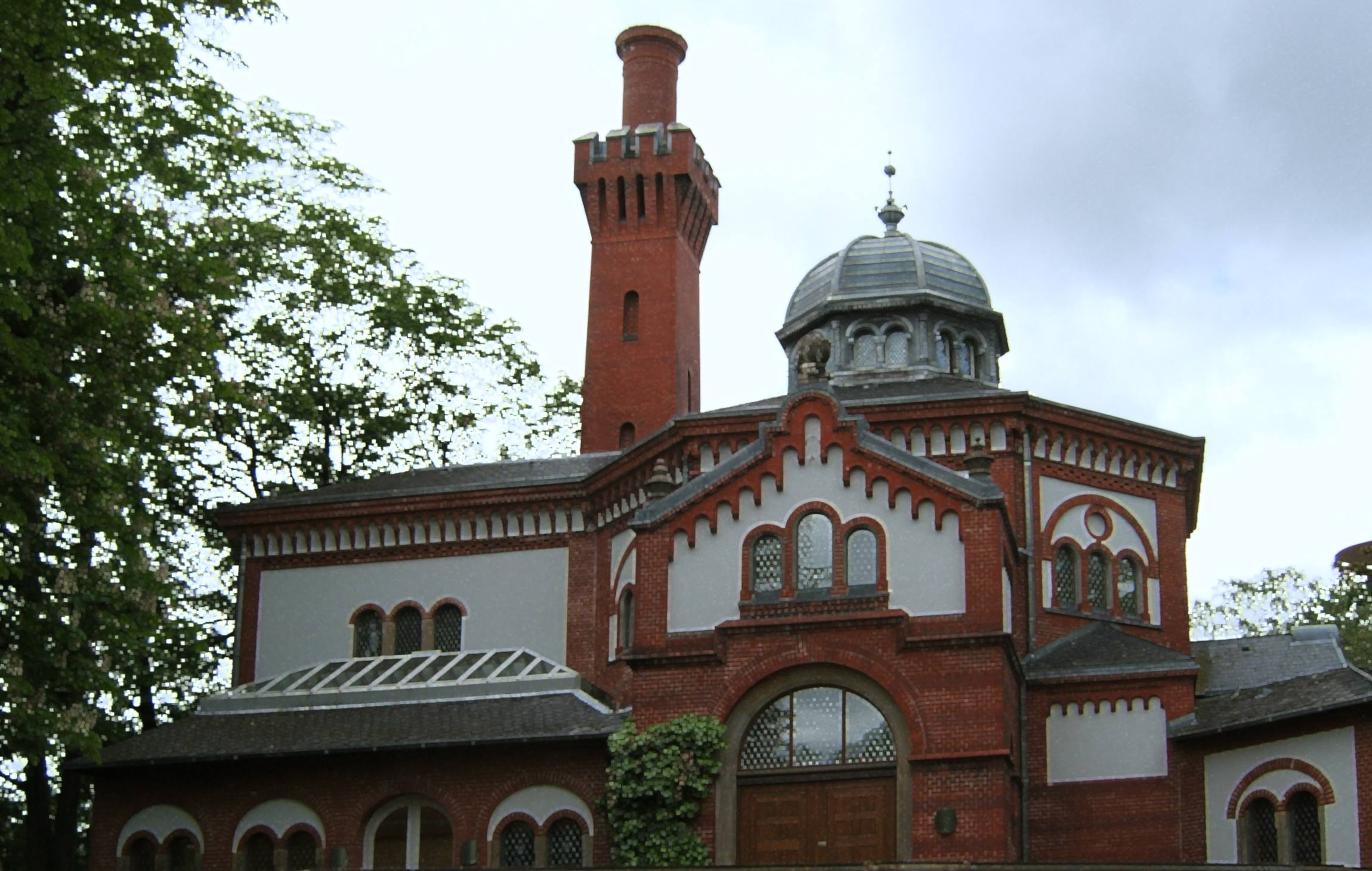
Staré krematorium
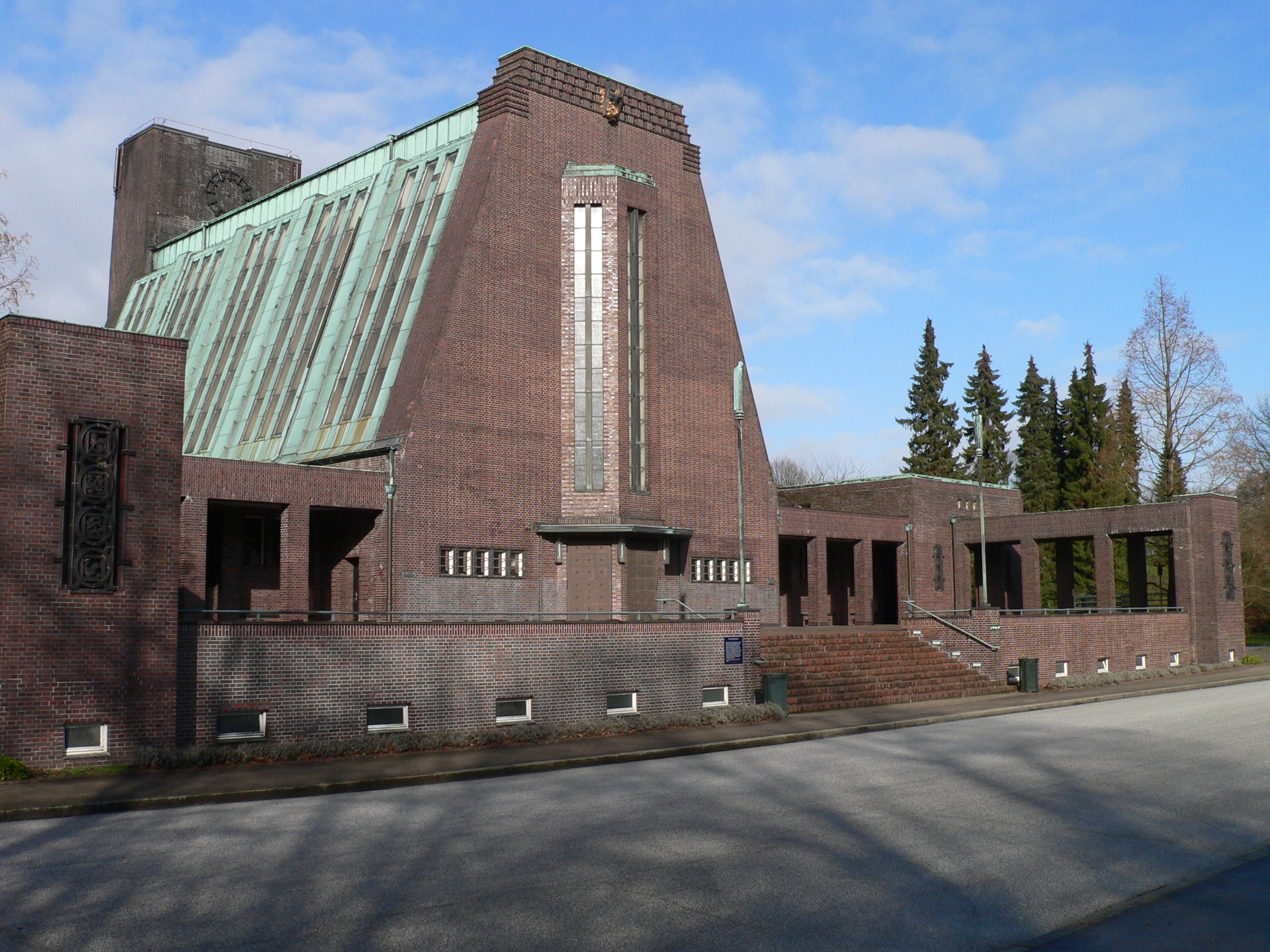
Nové kremtorium

## Kaple
Na hřbitově je nyní 12 kaplí (jedna kaple v roce 1940 vyhořela a nebyla již nahrazena). Číslování kaplí je podle data jejich výstavby.
| Kaple    | Umístění                                                            | Popis |
| -------- | ------------------------------------------------------------------- | --- |
| Kaple 1  | Kapellenstraße T9 (53°37′20,63″ s. š., 10°2′18,78″ v. d.)           | Původně postavena v roce 1880 jako provizorní dřevěná kaple z bývalého statku. V roce 1965 nahrazena novou budovou navrženou firmou Ursula Suhr, renovovaná v roce 1995. K dispozici 70 míst k sezení.                                                                              |
| Kaple 2  | Nebenallee V18 (53°37′23,79″ s. š., 10°2′42,01″ v. d.)              | Nejstarší kamenná stavba hřbitova. Postavena v roce 1886 podle plánů Wilhelma Cordese v novogotickém stylu hannoverské školy, renovovaná v roce 2000. K dispozici 52 míst k sezení.                                                                                                 |
| Kaple 3  | Oberstraße H–J. 19–20 (53°37′3,6″ s. š., 10°2′46,69″ v. d.)         | Postavena v roce 1894 podle plánů Wilhelma Cordese. S 53 místy k sezení je nejmenší kaplí. |
| Kaple 4  | Bergstraße F 12 (53°36′59,83″ s. š., 10°2′27,42″ v. d.)             | Postavena v roce 1898 podle plánů Wilhelma Cordese; z konstrukčních důvodů byla v roce 1996 odstraněna ze střechy věžička (sanktusník). K dispozici 70 míst k sezení. |
| Kaple 5  |                                                                     | Vyhořela v roce 1940 a nebyla nahrazena. Nacházela se ve staré části (Cordes) |
| Kaple 6  | Nordring / Ostring AD–AE 30 (53°37′37,73″ s. š., 10°3′16,25″ v. d.) | Postavena v roce 1905 podle plánů Wilhelma Cordese a Alberta Erba v Heimatstilu. K dispozici 60 míst k sezení. |
| Kaple 7  | Westring AE–AF 20 (53°37′39,4″ s. š., 10°2′48,1″ v. d.)             | Postavena v letech 1907–1908 podle plánů Wilhelma Cordese. Stejně jako u kaple 4 byla odstraněna věžička. K dispozici 60 míst k sezení. |
| Kaple 8  | Westring AE 8–9                                                     | První kolumbárium. Poslední stavba podle plánů architekta Wilhelma Cordese a největší ze šesti kaplí v podobném stylu (kaple 3, 4, 5, 6, 7 a 8). V roce 1998 byla renovována a přestavěna na kolumbárium, je otevřeno denně. K dispozici 70 míst k sezení.                          |
| Kaple 9  | Friedhofsweg AB–AC 40 (53°37′34,42″ s. š., 10°3′42,9″ v. d.)        | Postavena v roce 1918 jako nouzová dřevěná kaple, v roce 1997 byla kompletně zrekonstruována. K dispozici 40 míst k sezení. |
| Kaple 10 | Südallee M–N. 30–31 (53°37′10,31″ s. š., 10°3′17,06″ v. d.)         | Obdobně jako kaple 9 byla postavená jako nouzová dřevěná kaple. V roce 1980 byla zničena požárem a v roce 1983 byla nahrazena novou stavbou. K dispozici 151 míst k sezení. |
| Kaple 11 | Eschenallee Bw 66–67 (53°37′47,37″ s. š., 10°4′30,52″ v. d.)        | Druhé kolumbárium. V roce 1950/51 byla navržena stavebním úřadem jako červená neomítaná cihlová budova s prosklenou přední částí. Expozice je přes nádvoří, východní část byla v roce 2004 přeměněna na kolumbárium. K dispozici 80 míst k sezení.                                  |
| Kaple 12 | Lärchenallee Bk 62–63 (53°37′22,88″ s. š., 10°4′13,23″ v. d.)       | Projektovali architekti Zauleck a Hormann ve Vierländer Heimatstilu s okrasným zdivem. Kaple byla slavnostně otevřena v roce 1923. V letech 1985–1986 byla celkově zrekonstruována a v roce 1990 bylo uděleno ocenění za příkladné zachování památky. K dispozici 48 míst k sezení. |
| Kaple 13 | Mittelallee Bm 69 (53°37′28,04″ s. š., 10°4′38,11″ v. d.)           | Navrhl Fritz Schumacher a byla dokončena v roce 1929 jako monumentální rotunda v severní německé cihlové architektuře. Obsahuje mnoho malých vitrážových oken, které navrhl Fritz Hussmann. V roce 1996 byla budova renovována. K dispozici 151 míst k sezení.                      |

## Mauzolea
| Mauzolea                                  | Umístění | Popis |
| ----------------------------------------- | --- | --- |
| Mausoleum Braun                           | Východně od Waldstraße, jižně od Kapellenstraße (hrobka S 25) 53°37′19,6″ s. š., 10°3′1,86″ v. d.                         | Postaveno v roce 2007 podle plánů architekta Jürgena Quasthe, obdélníková stavba z červené žuly se antickými prvky. |
| Mausoleum Campe                           | Západně od Teichstraße na křižovatce Norderstraße / Waldstraße (hrobka Z 13) 53°37′28,81″ s. š., 10°2′28,18″ v. d.        | Postavena v roce 1915 podle plánů architekta Alexandra Rudeloffa pro rodinu vydavatele Julia Campea. Vysoká, úzká centrální skořápka z mušlového vápence tvoří vchod do čtyř podzemních hrobek. Restaurována v roce 1997 Campe Cultural Foundation.                                                                                   |
| Krypta Cazalli                            | Jižně od Norderstraße na křižovatce Teichstraße / Waldstraße (hrobka Z 12, na cestě)                                      | Postavena v roce 1921, viditelný vchod s náhrobním kamenem a sarkofágem. Je to vstup do cihelné hrobky s prostorem pro čtyři rakve, který je považován za modifikovanou podobu mauzolea |
| Hrobka Friedrich                          | Na východním konci Nebenallee (hrobka V 25-26) 53°37′24,16″ s. š., 10°3′6,03″ v. d.                                       | Postavena v roce 1908 podle plánů architektů Wünsche a Würdemanna pro rodinu Ludvíka Christfrieda Friedricha, novogotická budova s modlitebnou, ve které jsou umístěny čtyři urny. |
| Mausoleum Gundlach                        | Severně od kaple 7 (hrobka AG 19) 53°37′42,83″ s. š., 10°2′41,64″ v. d.                                                   | V roce 2008 postavena betonová kostka o rozměrech 3 × 3 × 3 metry s dvěma protilehlými otevřenými stranami podle návrhu architekta Rolanda Popensiekera pro fotografa F. C. Gundlacha. |
| Mausoleum Hoefele                         | Severně od kaple 7, u hřbitovní zdi (hrobka AH 20) 53°37′43,97″ s. š., 10°2′47,26″ v. d.                                  | Postavena v roce 1911 pro obchodníka Johanna Josefa Hoefele s klenutou budovou v uzavřené stavbě se dvěma přílohami. Uvnitř je umístěna mramorová socha Plačí dívka od sochaře Hansa Dammanna na podstavci. V roce 2001 převzala rodina Carsten sponzorství.                                                                          |
| Mausoleum Höpfner                         | Severozápadně od kaple 7 (hrobka AH 16-17) 53°37′43,93″ s. š., 10°2′38,59″ v. d.                                          | V letech 1909–1910 byla postavena podle plánů Edmunda Geverta v uzavřené stavbě postavená centrální budova s propracovanými plastikami; v roce 1989 převzala sponzorství Loncar |
| Mausoleum Jenisch                         | Severozápadně od kaple 7 (hrobka AH 17) 53°37′43,54″ s. š., 10°2′39,53″ v. d.                                             | Postavena v roce 1908 Gustavem Bergerem. |
| Mausoleum Nugent                          | V blízkosti kaple 1 (hrobka T 12) 53°37′21″ s. š., 10°2′25,4″ v. d.                                                       | Postavena v roce 1890 pro rodinu Rogling. Otevřená stavba se sochou. V roce 2002 převzala rodina Nugent. |
| Mausoleum Heinricha sv. p. von Ohlendorff | Jižně od kape 7 (hrobka AA-BB 22) 53°37′32,98″ s. š., 10°2′53,94″ v. d.                                                   | V roce 1911 postavil Friedrich J. Schünemann neoklasicistní stavbu s uzavřeným průčelím s šesti deskami, je také nazývána malý Ohlendorff. |
| Mausoleum Heinricha sv. p. von Ohlendorff | Jižně od kaple 7, severně Waldstraße (hrobka AA 21-22) 53°37′32,32″ s. š., 10°2′52,49″ v. d.                              | Postaveno v letech 1899–1900 Martinem Hallerem, rozsáhlá architektonicko-krajinářská koncepce, otevřený chrámový portikus je obklopen zemními porostlými stěnami. V portiku jsou dvě žulové tumby. Jsou zde pohřbeni Heinrich Ohlendorff a jeho žena Elisabeth.                                                                       |
| Mausoleum Ortlepp/Froböse                 | Severně od kaple 7, u hřbitovního plotu (hrobka AJ 19-20) 53°37′44,39″ s. š., 10°2′47,26″ v. d.                           | Postavena v roce 1912, šestimetrová stavba s dvěma nadzemními hrobkami, od roku 2001 sponzoruje Strial |
| Mausoleum Peper/Hegel                     | Severně od kaple 7 (hrobka AH 19) 53°37′43,51″ s. š., 10°2′45,44″ v. d.                                                   | Nad třemi hroby byla v roce 1929 postavena chrámová stavba. Od roku 2001 sponzoruje Uhlig |
| Hrobka Philipp                            | Západně od křižovatky ulic Teichstraße a Norderstraße. (hrobka Y 13, přímo u cesty) 53°37′29,06″ s. š., 10°2′28,06″ v. d. | V roce 1887 postavil Martin Haller první mauzoleum v Ohlsdorfu. Klasicistní stavba obklopuje hrobové místo ze tří stran. Od roku 2000 sponzoruje Dantzer. |
| Mausoleum von Puttkamer/Heymann           | Severně od kaple 7 (hrobka AH-AJ 19) 53°37′44,32″ s. š., 10°2′46,02″ v. d.                                                | Postavena v letech 1913–1914 podle plánů architektů Ludwiga Raabeho a Otto Wöhlického. Od roku 2000 sponzoruje Baumann |
| Mausoleum Riedemann                       | Východně od kaple 8 nad urnovým hájem (hrobka AD 11) 53°37′36,69″ s. š., 10°2′24,27″ v. d.                                | Postaveno v roce 1905/1906 podle návrhů Martina Hallera a Hermanna Geißlera pro Wilhelma Antona Riedemanna, který je zde pochován. Komplex se skládá z uměle navýšeného kopce se zapuštěnou kryptou a pohřební kaple s přístupem přes stupňovitý portál.                                                                              |
| Mausoleum Ritterbusch                     | Jihovýchodně od kalple 2, jižně od ulice Kapellenstraße (hrobka S22) 53°37′19,07″ s. š., 10°2′54,13″ v. d.                | Postavano v roce 2005, návrh vypracoval architekt Alex Mikolajek pro rodinu Ritterbusch. Pojato jako starověký chrám v moderní architektuře. V tympanonu je nápis Hora ventura est (Přijde čas) |
| Mausoleum Sanne                           | Východně od Severního rybníčku, severně od ulice Waldstraße (hrobka AA 18) 53°37′32,91″ s. š., 10°2′41,77″ v. d.          | Postaveno v roce 2007 podle plánů inženýra Axela Bobise, dvoupodlažní budova z hrubě otesaných kamenů, nároží z tmavých kvádrů, portál ze stupňovitých trojúhelníkových štítů. |
| Mausoleum Schacht                         | Jihovýchodně od kaple 10 u perlových rybníků (hrobka K 33, 101–102) 53°37′6,87″ s. š., 10°3′24,91″ v. d.                  | Postaveno v roce 2017, návrh architekt Jürgen Quast |
| Mausoleum Schreiter                       | Jižně os ulice Südallee u perlových rybníčků (hrobka M 35) 53°37′12,51″ s. š., 10°3′30,03″ v. d.                          | Postaveno 2016, architekt neznámý |
| Mausoleum von Schröder                    | Severozápadně od kaple 7, u ulice Westring (hrobka AG-A 19) 53°37′42,66″ s. š., 10°2′46,1″ v. d.                          | Postaveno v letech 1906–1907, architekt Edmund Gevert pro Johanna Heinricha Schrödera. Monumentální Novorománská stavba na půdorysu osmiúhelníku z červeného pískovce, sloupkovým portálem a bohatým interiérem je největším mausoleem hřbitova. Po uplynutí doby užívání rodinou Schröder převzal sponzorství Klausmartin Kretschmer |
| Hrobka Schütt                             | Severně od ulice Waldstraße a jihovýchodně od ulice Norderteichs (hrobka Z-AA 18) 53°37′31,33″ s. š., 10°2′43,86″ v. d.   | Postaveno v roce 1892 v klasicistním slohu, v interiéru boční dřevěné lavičky, srop zdobený rozetou, vzorovaná dlažba. Související hroby jsou před kaplí. od roku 2002 sponzoruje rodina Rohlfs |
| Mausoleum Stupakoff                       | Na ulici Kapellenstraße, východně od kaple 2 (hrobka T 23) 53°37′20,41″ s. š., 10°2′56,75″ v. d.                          | Postaveno v roce 1916, neoklasicistický sloh |
| Mausoleum Trumm                           | Východně od ulice Waldstraße a jižně od ulice Kapellenstraße (hrobka R 25) 53°37′17,33″ s. š., 10°3′3,02″ v. d.           | Architekt Jürgen Quast, postaveno v roce 2007, stavba z hlazených pískovcových kvádrů s předsunutým portálem s úzkými sloupy. |
| Mausoleum na Lippertplatz                 | Lippertplatz. Kruhový objezd Kapellenstraße / Waldstraße (hrobka U 24) 53°37′22,27″ s. š., 10°2′58,03″ v. d.              | Architekt Ulrich Garbe. Majitelé chtějí zůstat v anonymitě. |